# Bastien und Bastienne
Bastien und Bastienne, K 50 (46b), è un'opera lirica di Wolfgang Amadeus Mozart. È il suo primo singspiel, in tedesco e in un atto, su libretto di Friedrich Wilhelm Weiskern, Johann H. F. Mueller e Andreas Schachtner, tratto da Les amours de Bastien et Bastienne di Marie-Justine-Benoîte Favart, Charles-Simon Favart e Harny de Guerville. Il tema risale tuttavia a Le devin du village di Jean-Jacques Rousseau.
Tradizionalmente si vuole che l'opera sia stata commissionata dal celebre medico e ipnotizzatore Franz Anton Mesmer ed eseguita nel giardino della sua villa presso Landstraße in Vienna il 1º ottobre 1768. Tuttavia la prima rappresentazione documentabile è quella avvenuta a Berlino il 2 ottobre 1890.
Il tema iniziale della breve ouverture ("intrada") in sol maggiore è straordinariamente simile al tema principale del primo movimento della terza sinfonia di Beethoven; si ritiene che possa trattarsi di una mera coincidenza, in quanto appare improbabile che Beethoven abbia conosciuto quest'opera giovanile di Mozart.
Al Wiener Staatsoper la première è stata il 25 dicembre 1891 e fino al 2007 ha avuto 95 recite.
Nel Regno Unito la première è stata il 26 dicembre 1894 diretta da Luigi Arditi al Daly's Theatre di Londra ed in Scozia a Glasgow il 26 aprile 1895.
All'Opéra-Comique di Parigi la prima di Bastien et Bastienne è stata nel 1900 nella traduzione di Henry Gauthier-Villars e Georges Henry Grémont Hartmann ed al Royal Opera House, Covent Garden di Londra nel 1907.
Al Teatro La Fenice di Venezia Bastiano e Bastiana ha avuto la prima nel maggio 1914 diretta da Edoardo Mascheroni con Giuseppe Kaschmann ed al Teatro Massimo Vittorio Emanuele di Palermo in dicembre sempre con Mascheroni.
Al Broadway theatre di New York ebbe la première nel 1916 nella traduzione di Henry Edward Krehbiel, al Festival di Salisburgo nel 1928, al Teatro Duse (Bologna) nel 1929, a Genova nel 1931, a Filadelfia nel 1949, al Teatro Nuovo di Torino nel 1969 con Mariella Adani ed Alvinio Misciano, alla Piccola Scala di Milano nel 1975, al Teatro Regio di Torino nel 1977 ed al Teatro Comunale di Bologna nel 2005.

## Trama
Nella prima aria (Mein liebster Freund hat mich verlassen), la contadinella Bastienne si lamenta del calo di attenzioni che le dedica il suo innamorato Bastien, probabilmente a causa della dama del castello. Ella chiede consiglio al mago Colas, che, nel duetto Auf den Rat, den ich gegeben, le suggerisce di comportarsi in modo più superficiale.
Sopraggiunge Bastien che saluta Colas e viene poco dopo scacciato da Bastienne. Bastien chiede aiuto a Colas per riconquistare Bastienne e il mago lo rassicura con una cerimonia magica (Diggi, Daggi). Di fronte al comportamento sfacciato di Bastienne, Bastien minaccia di suicidarsi, annegandosi. Bastienne non si lascia intenerire ma ha comunque timore di perdere il suo amato.
Nel terzetto finale (Kinder, Kinder) interviene Colas, che riappacifica la coppia.

## Organico orchestrale
La partitura di Mozart prevede l'utilizzo di:
- 2 flauti, 2 oboi e fagotto
- 2 corni
- 2 violini, viola, violoncello e contrabbasso
- basso continuo: clavicembalo (violoncello o fagotto ad libitum)

## Struttura musicale
- Intrada
- N. 1 Aria Mein liebster Freund hat mich verlassen (Bastienne)
- N. 2 Aria Ich gehe jetzt auf die Weide (Bastienne)
- N. 3 Aria Befraget mich ein zartes Kind (Colas)
- N. 4 Aria Wenn mein Bastien einst im Scherze (Bastienne)
- N. 5 Aria Würd ich auch, wie manche Buhlerinnen (Bastienne)
- N. 6 Duetto Auf den Rat, den ich gegeben (Bastienne, Colas)
- N. 7 Aria Großen Dank dir abzustatten (Bastien)
- N. 8 Aria Geh! du sagst mir eine Fabel (Bastien)
- N. 9 Aria Diggi, Daggi (Colas)
- N. 10 Aria Meiner liebsten schöne Wangen (Bastien)
- N. 11 Aria Er war mir sonst treu und ergeben (Bastienne)
- N. 12 Aria
  - N. 12a Geh hin! (Bastien)
  - N. 12b Ich will (Bastienne)
- N. 13 Duetto Geh! geh! geh, Herz von Flandern (Bastienne, Bastien)
- N. 14 Terzetto Kinder! Kinder! seht, nach Sturm und Regen (Bastienne, Bastien, Colas)

### Colas' Auftritt
L'aria Befraget mich ein zartes Kind è preceduta dall'intermezzo strumentale noto come Colas' Auftritt (Entrata del mago Colas). Questa friulana, più cameristica che sinfonica, che accompagna la magica entrata in scena di Colas è strumentata per archi, ossia per due violini e una viola, insieme al basso continuo, composto da violoncello o fagotto più il clavicembalo (Mozart scrive in partitura "violoncello o fagotto ad libitum").

## Discografia
- Uwe Christian Harrer (direttore), orchestra sinfonica di Vienna - Georg Nigl (Bastien), Dominik Orieschnig (Bastienne), David Busch (Colas) - 1986 - Philips
- Raymond Leppard, orchestra da camera Franz Liszt - Vinson Cole, Edita Gruberová, László Polgár - 1989 - Sony Classical
- René Clemencic, orchestra Alpe Adria Ensemble - Dongkyu Choy, Eva Kirchner, Thomas Müller - 1991 (dal vivo) - Nuova Era